# أونيتشا
أونيتشا (الروسية: Унеча) هي إحدى مدن روسيا في الكيان الفدرالي الروسي بريانسك أوبلاست.

## أعلام
- ألكسندر بوتسكو
- كيريل بوزدنياكوف